# Галва (Ајова)
Галва (енгл. Galva) град је у америчкој савезној држави Ајова. По попису становништва из 2010. у њему је живело 434 становника.

## Демографија
Према попису становништва из 2010. у граду је живело 434 становника, што је 66 (17,9%) становника више него 2000. године.
| Група             | 2000.       | 2010.       |
| Белци             | 365 (99,2%) | 403 (92,9%) |
| Афроамериканци    | 0 (0,0%)    | 1 (0,2%)    |
| Азијати           | 2 (0,5%)    | 1 (0,2%)    |
| Хиспаноамериканци | 0 (0,0%)    | 28 (6,5%)   |
| Укупно            | 368         | 434         |